# Tveta härad
Tveta härad var ett härad i Jönköpings län i norra Småland i trakten kring södra Vättern. Häradet motsvarar smålandet Tveta, som var ett av de små landen som så småningom kom att bilda dagens Småland. De små landen i Småland kallas också ”folkland” av nutida forskare, även om det fornsvenska och fornisländska ordet “folkland” inte används i medeltida källor om de småländska landen.
Tveta häradet motsvarar idag delar av Jönköpings kommun och Nässjö kommun. Häradets areal uppgick till 905 km², varav land 854. År 1930 fanns här 19 623 invånare. Tingsställe var tidigt i Ingaryd i Rogberga socken utanför Jönköping. År 1706 flyttade tinget till gästgivaregården i Barnarp för att 1723 åter flytta till Ingaryds gästgiveri tills ett nytt tingshus uppfördes i Ingaryd på 1780-talet. På 1890-talet revs tingshuset i Ingaryd och rätten flyttade till Jönköping.

## Namnet
Ortnamnet skrevs 1178 Jn Thwetum. Det är en böjd form av ordet tvet som betyder "uthuggning i skog" eller "röjning".

## Socknar
Tveta härad omfattade 15 socknar. Tveta socken ligger däremot i Aspelands härad!
I Jönköpings kommun
- Almesåkra (endast delar av denna socken före 1888 - huvuddelen ingick i Västra härad)
- Bankeryd
- Barnarp
- Hakarp
- Järsnäs
- Järstorp, uppgick 1951 i Jönköpings stad
- Lekeryd
- Ljungarum, uppgick 1910 i Jönköpings stad
- Malmbäck (endast delar av denna socken före 1888 - huvuddelen ingick i Västra härad)
- Månsarp
- Rogberga (före 1888 även delar i Västra härad)
- Sandseryd ombildades 1943 till Norrahammars köping
- Svarttorp
- Öggestorp

I Nässjö kommun
- Barkeryd
- Forserum
- Nässjö

Jönköpings stad hade egen jurisdiktion (rådhusrätt) till 1971. Huskvarna stad bildad 1919, Nässjö stad bildad 1914 hade inte egna jurisdiktioner utan ingick i detta härads tingslag.
Sanda var en tidigare socken som inkorporerades i Ljungarums socken under reformationstiden. 

## Geografi
Häradet var beläget kring Vätterns sydspets samt det skogbeklädda och kuperade höglandet mellan Nässjö och Taberg som är rikt på sjöar och våtmarker.
Sätesgårdar var Rosendals säteri med ruinerna av det medeltida Rumlaborg (Hakarps socken), Björnebergs herrgård (Järstorp) och Strömsbergs säteri (Ljungarum). Inom den historiska Jönköpings stads område ligger Rosenlunds herrgård.

## Län, fögderier, tingslag, domsagor och tingsrätter
Socknarna ingick och ingår i Jönköpings län. Församlingarna tillhör(de) från 1607 Växjö stift.
Häradets socknar hörde till följande fögderier:
- 1720–1945 Tveta, Vista och Mo fögderi
- 1946–1990 Jönköpings fögderi

För socknarna som 1971 kom att ingå i Nässjö kommun så tillhörde de från 1946 Sävsjö fögderi och 1966–1991 Eksjö fögderi, dit Nässjö socken överförts redan 1946.
Häradets socknar tillhörde följande tingslag, domsagor och tingsrätter:
- 1680-1890 Tveta tingslag inom domsagorna
  - 1680–1780 Tveta, Mo och Västra häraders domsaga (dock utan Mo mellan 1763 och 1768)
  - 1780–1799 Tveta och Mo häraders domsaga
  - 1799–1890 Tveta, Vista och Mo domsaga
- 1891–1970 Tveta, Vista och Mo domsagas tingslag inom Tveta, Vista och Mo domsaga

- 1971– Jönköpings tingsrätt och domsaga för delarna i Jönköpings kommun
- 1971– Eksjö tingsrätt och domsaga för delarna i Nässjö kommun

## Häradshövdingar
| Ämbetstid | Namn                              | Levnadstid |
| --------- | --------------------------------- | ---------- |
| 1353      | Trotte Pedersson (Eka)            |            |
| 1380–1416 | Karl Lange                        |            |
| 1432–1434 | Nils Matsson (tre bjälkar)        |            |
| 1442      | Esbjörn Eskilsson                 |            |
| 1482–1494 | Magnus Sunesson                   |            |
| 1515      | Germund Svensson                  |            |
| 1529–1530 | Nils Bagge                        | –1530      |
| 1530–1547 | Esbjörn Torkilsson                | –1556      |
| 1555      | Peder Nilsson                     |            |
| 1557–1563 | Erik Månsson (Ulfsparre)          |            |
| 1568–1578 | Erik Gustafsson (Stjärnbjälke)    |            |
| 1578–1604 | Peder Ribbing                     | 1544–1604  |
| 1605–1617 | Christoffer von Scheiding         | 1550–1617  |
| 1618–1620 | Stellan von Mörner                |            |
| 1620–1642 | Olof Nilsson                      |            |
| 1643–1647 | Carl Olof Rosinger (Rosenstielke) |            |
| 1648–1652 | Carl Rosinger (Rosenstielke)      |            |
| 1653–1655 | Jakob Lithman                     |            |
| 1655–1664 | Carl Anders Pommerenning          |            |
| 1666–1671 | Erik Hård (af Segerstad)          |            |
| 1671–1675 | Olof Gammal                       |            |
| 1675–1680 | Erik Hård (af Segerstad)          |            |